# Plancks strålningslag
Plancks strålniningslag beskriver den elektromagnetiska strålningen som avges från en svartkropp. Intensiteten, det vill säga mängden energi per tids-, yt-, vinkel- och frekvensenhet, ges av
{\displaystyle I(\nu ,T)={\frac {2h\nu ^{3}}{c^{2}}}{\frac {1}{e^{\frac {h\nu }{kT}}-1}}} [W m-2 Hz-1 sr-1]
där {\displaystyle I(\nu ,T)} är utstrålad energi, {\displaystyle \nu } frekvens, {\displaystyle T} temperatur i K, {\displaystyle h} Plancks konstant, {\displaystyle c} = ljushastigheten i vakuum och {\displaystyle k} Boltzmanns konstant. Uttryckt i våglängd, {\displaystyle \lambda } ges intensiteten av
{\displaystyle I(\lambda ,T)={\frac {2hc^{2}}{\lambda ^{5}}}{\frac {1}{e^{\frac {hc}{\lambda kT}}-1}}} [W m-3 sr-1].
Energitätheterna {\displaystyle u(\nu ,T)} och {\displaystyle u(\lambda ,T)}, det vill säga energi per volym per frekvens respektive våglängd ges av {\displaystyle u(\nu ,T)={\frac {4\pi }{c}}I(\nu ,T)} och {\displaystyle u(\lambda ,T)={\frac {4\pi }{c}}I(\lambda ,T)}.

## Historia

### Rayleigh-Jeans lag
År 1900 härledde Lord Rayleigh energin hos en svartkropp baserat på klassisk fysik (ekvipartitionsprincipen hos harmoniska oscillatorer) och kom fram till att den måste vara proportionell mot inversen av våglängden upphöjt till fyra ({\displaystyle \lambda ^{-4}}). Detta skulle innebära att energin går mot oändligheten när våglängden går mot noll, vilket kallas för den ultravioletta katastrofen. Tillsammans med James Jeans presenterade Rayleigh uttrycket
{\displaystyle I(\lambda ,T)={\frac {2ckT}{\lambda ^{4}}}}
vilket kallas Rayleigh-Jeans lag. Lagen är en god approximation vid långa våglängder, men stämmer inte överens med experiment vid korta våglängder.

### Wiens strålningslag
En annan beskrivning av spektrumet, som föregick Plancks lag, gjordes av Wilhelm Wien. Efter att ha upptäckt att våglängden med störst intensitet är omvänt proportionell mot temperaturen (Wiens lag), föreslog han att strålningen beter sig på liknande sätt som Maxwell-Boltzmannfördelningen hos molekylära hastigheter och kom fram till att
{\displaystyle I(\nu ,T)=a\nu ^{3}e^{\frac {-b\nu }{T}}}
där {\displaystyle a} och {\displaystyle b} är konstanter. Max Planck bestämde senare konstanterna, vilket ger Wiens strålningslag,
{\displaystyle I(\nu ,T)={\frac {2h\nu ^{3}}{c^{2}}}e^{\frac {-h\nu }{kT}}}.
Detta är en god approximation av spektrumet vid korta våglängder (höga frekvenser).

### Energikvantifiering
Planck gjorde ett mycket radikalt antagande i sin härledning av strålningslagen; han postulerade att energin hos de harmoniska oscillatorerna endast tillåts ha diskreta energinivåer på avståndet {\displaystyle h\nu } från varandra, vilket är ursprunget till Plancks konstant. Antagandet leder till att energierna summeras istället för att integreras som för Rayleigh-Jeans lag.
Planck betraktade själv införandet av diskreta energinivåer som en matematisk teknikalitet. Albert Einstein visade dock att kvantifierad energi förklarar den fotoelektriska effekten. Plancks härledning ligger alltså till grund för kvantmekaniken.